# بادبزن خانم ویندیرمیر (فیلم ۱۹۱۶)
«بادبزن خانم ویندیرمیر» (انگلیسی: Lady Windermere's Fan (1916 film)) یک فیلم است که در سال ۱۹۱۶ منتشر شد.